# Flávio da Silva Amado
Flávio da Silva Amado, kurz Flávio (* 30. Dezember 1979 in Luanda), ist ein ehemaliger angolanischer Fußballspieler. Er ist einer der bedeutendsten Nationalspieler seines Landes und konnte auch im afrikanischen Vereinsfußball zahlreiche Erfolge erzielen. 2006 nahm er an der Fußballweltmeisterschaft in Deutschland teil.

## Vereinskarriere
Ab dem Ende der 1990er-Jahre spielte der Stürmer Flávio beim angolanischen Rekordmeister Petro Atlético aus der Hauptstadt Luanda. Anfang der 2000er hatte er dort seine größten Erfolge. Zweimal hintereinander wurde das Team angolanischer Meister und gehörte in der Champions-League-Saison 2001 zu den besten vier Mannschaften Afrikas. Zudem wurde er in dieser Zeit zweimal Torschützenkönig der angolanischen Liga.
2005 wechselte Flavio zum afrikanischen Spitzenclub al Ahly Kairo nach Ägypten, mit dem er bis 2009 viermal ägyptischer Meister und zweimal Pokalsieger wurde und 2005, 2006 und 2008 zudem die afrikanische Champions League gewann. Flavio selbst wurde zweimal Torschützenkönig der ägyptischen Liga.
Von 2009 bis 2011 spielte er auf der arabischen Halbinsel beim saudi-arabischen Klub Al Shabab aus Riad und dem al-Kharitiyath SC aus Katar. Von 2011 bis 2012 stand er in Europa beim belgischen Erstligisten Lierse SK unter Vertrag, wo er jedoch nur zu wenigen Einsätzen kam.
Zum Ende seiner Karriere spielte er für zwei Spielzeiten wieder bei seinem ersten Verein Petro Atlético und wurde 2013 noch einmal Pokalsieger.

## Nationalmannschaft
Flávio spielte von 2000 bis 2012 für die angolanische Nationalmannschaft und ist nach den Daten der Rec.Sport.Soccer Statistics Foundation Rekordnationalspieler und zweitbester Torschütze seines Landes.
2001 und 2004 gewann er mit Angola die Südafrikameisterschaft, wobei er 2001 das Siegtor im Finalrückspiel gegen Simbabwe schoss. Bei der Weltmeisterschaft 2006 erzielte er im letzten Vorrundenspiel gegen den Iran das erste und bislang einzige Tor seines Heimatlandes in der WM-Geschichte. Er schied mit Angola nach der Vorrunde aus. Flavio nahm zudem mehrmals an Afrikameisterschaften teil und war auch 2008 und 2010 im Kader, als die angolanische Mannschaft jeweils das Viertelfinale und somit ihre bislang beste Platzierung in diesem Wettbewerb erreichte.

## Trainerkarriere
Nach dem Ende seiner aktiven Laufbahn war Flavio als Trainer tätig. So trainierte er als Assistent von Beto Bianchi jeweils seinen früheren Verein Petro Atletico und die angolanische Fußballnationalmannschaft.

## Erfolge

### Mit dem Verein
- CAF-Champions-League-Sieger: 2005, 2006, 2008 (Al-Ahly)
- Angolanischer Meister: 2000, 2001 (Petro Atlético)
- Angolanischer Pokalsieger: 2000, 2002, 2013 (Petro Atlético)
- Ägyptischer Meister: 2006 – 2009 (Al-Ahly)
- Ägyptischer Pokalsieger: 2006, 2007 (Al-Ahly)

### Mit der Nationalmannschaft
- Südafrikameister: 2001, 2004

### Individuelle Erfolge
- Bester Spieler des Jahres in der CAF Champions League: 2001
- Torschützenkönig der ersten angolanischen Liga: 2001, 2002
- Torschützenkönig der ersten ägyptischen Liga: 2007, 2009